# جوزيف سيرياني
جوزيف سيرياني (بالإنجليزية: Joseph Sirianni)‏ مواليد 17 يناير 1975 في ملبورن، هو لاعب كرة مضرب أسترالي سابق بدأ مسيرته كمحترف سنة 1996 وكان يلعب باليد اليمنى، اعتزل اللعب في 2011. أعلى تصنيف له في الفردي كان المركز الـ 138 في سنة 2008. أعلى تصنيف له في الزوجي كان المركز الـ 107 في سنة 2009.

## وصلات خارجية
- جوزيف سيرياني على موقع رابطة محترفي التنس (الإنجليزية)
- جوزيف سيرياني على موقع الاتحاد الدولي لكرة المضرب (الإنجليزية)
- جوزيف سيرياني على موقع اتحاد التنس الأسترالي (الإنجليزية)
- جوزيف سيرياني على موقع خلاصة التنس.كوم (الإنجليزية)
- جوزيف سيرياني على موقع إي إس بي إن.كوم (الإنجليزية)

- الموقع الرسمي